# Matthew Teggart
Matthew Teggart (Banbridge, 8 januari 1996) is een Iers wielrenner die anno 2018 rijdt voor Team Wiggins. Zijn grootvader Noel, vader Neil en oom David Gardiner waren ook wielrenner.

## Carrière
In 2017 behaalde Teggart zijn eerste UCI-zege toen hij de derde etappe in de An Post Rás op zijn naam schreef.

## Overwinningen
2017
3e etappe An Post Rás

## Ploegen
- 2017 –  An Post Chain Reaction
- 2018 –  Team Wiggins
- 2019 –  EvoPro Racing
- 2022 –  WiV SunGod
- 2023 –  AT85 Pro Cycling

Bokeloh · Gardner · Gough · Gunst · Hennebry · Jamieson · Kasperkiewicz · MacKinnon · McKenna · Muela · Scott · Shaw · Stewart · Teggart · Tietema · Vanderaerden
Cullaigh · Donovan · Downey · Draper · Fouche · Georgi · Kerfoot-Robson · Navarro · O'Loughlin · Pidcock · Robinson · Sauvagnargues · Scott · Stewart · Teggart · Walker · Wood · Yates